# Bruno Maggioni
Bruno Maggioni (Rovellasca, 4 febbraio 1932 – Como, 29 ottobre 2020) è stato un biblista italiano.

## Biografia
Bruno Maggioni è nato a Rovellasca, in provincia di Como, nel 1932. Dopo gli anni di studio nel seminario che all'epoca era situato presso la basilica di Sant'Abbondio a Como, è stato ordinato sacerdote della Diocesi di Como il 26 giugno 1955.
Ha studiato Teologia e Scienze bibliche alla Pontificia Università Gregoriana ed al Pontificio Istituto Biblico di Roma negli anni tra il 1955 ed il 1958. Dal 1958 ha insegnato Esegesi del Nuovo Testamento alla Facoltà Teologica dell'Italia Settentrionale, Teologia biblica al Seminario Vescovile di Como ed Introduzione alla teologia presso l'Università Cattolica del Sacro Cuore di Milano ed ha tenuto costantemente incontri e lezioni in tutta Italia.
Per il suo impegno in campo biblico e dell'insegnamento, il 4 luglio 1991 papa Giovanni Paolo II lo nominò prelato d'onore di Sua Santità.
Era noto e prolifico scrittore, avendo scritto diverse decine di testi, tutti incentrati sulla Bibbia e la Parola di Dio, nonché sull'esperienza di San Paolo, di cui era profondo conoscitore.
Morì a Como il 29 ottobre 2020 ed è stato sepolto nel Cimitero Camerlata dello stesso capoluogo.

## Opere
- Cristianesimo quotidiano, edizioni O.R., 1969
- Il Vangelo di Giovanni, in I Vangeli, traduzione e commento a cura di G. Barbaglio, B. Maggioni, Cittadella, 1975
- Il racconto di Marco, Cittadella, 1975
- Giobbe e Qohelet. La contestazione sapienziale nella Bibbia, Cittadella, 1982
- La vita nelle prime comunità cristiane. Riflessione bibliche e pastorali, Cittadella, 1983
- Nel mondo ma non del mondo, Ancora 1983 (Nuova edizione: Il tesoro nascosto, Àncora, 1999)
- La prima lettera di Giovanni, Cittadella, 1984
- Il Vangelo di Giovanni, Cittadella, 1985
- Il racconto di Matteo, Cittadella, 1986
- Uomo e società nella Bibbia, Jaca Book, 1987
- La lettera di Giacomo, Cittadella, 1989
- L'Apocalisse, Per una lettiura profetica del tempo, Cittadella, 1990
- Le parabole evangeliche, Vita e Pensiero, 1992
- I racconti evangelici della passione, Cittadella, 1994
- Padre Nostro, Vita e Pensiero, 1995
- Il Dio di Paolo e il vangelo della grazia, Paoline, 1996
- La pazienza del contadino, Note di cristianesimo per questo tempo, Vita e Pensiero, 1996
- La parola si fa carne. Itinerari biblici di spiritualità missionaria, EMI, 1996
- La brocca dimenticata: i dialoghi di Gesù nel vangelo di Giovanni, Vita e Pensiero, 1999
- Il racconto di Luca, Cittadella, 2000
- Era veramente uomo, rivistando la figura di Gesù nei Vangeli, Àncora, 2001
- Impara a conoscere il volto di Dio nelle parole di Dio. Commento alla "Dei Verbum", Messaggero, 2001
- Racconti evangelici della Resurrezione, Cittadella, 2001
- Davanti a Dio. I Salmi 1-75, Vita e Pensiero, 2001
- Davanti a Dio. I Salmi 76-150, Vita e Pensiero, 2002
- La difficile fede. Figura dell'Antico Testamento, Àncora, 2002
- La speranza ritrovata. Figura dell'Antico Testamento, Àncora, 2003
- Il seme e la terra, Note bibliche per un cristianesimo nel mondo, Vita e Pensiero, 2003
- Attraverso la Bibbia, Un cammino di iniziazione, Cittadella, 2003
- Lettera ai Romani, in Lettere di Paolo, a cura di Bruno Maggioni e F. Manzi, Cittadella, 2005
- Un tesoro in vasi di coccio, Rivelazione di Dio e umanità della Chiesa, Vita e Pensiero, 2005
- La cruna e il cammello, Paradossi evangelici e umanità di Gesù, Àncora, 2006
- Come la pioggia e la neve. Potenza del Vangelo e generazione della fede, Vita e Pensiero, 2006
- Il racconto di Giovanni, Cittadella, 2006
- La bibbia di Natale, Àncora, 2009, ISBN 9788851407193 (con Gregorio Vivaldelli)
- La Bibbia degli sposi, Àncora, 2009, ISBN 9788851407094 (con Gregorio Vivaldelli)
- La bibbia della Prima Comunione, Àncora, 2009, ISBN 9788851406950 (con Gregorio Vivaldelli)
- Dio ha tanto amato il mondo, la spiritualità missionaria dell'evangelo di Giovanni, EMI, 2011
- Dio nessuno l'ha mai visto, Vita e Pensiero, 2011
- Vangelo, chiesa e politica, Àncora, 2011
- La Bibbia giovane, Àncora, 2011, ISBN 9788851408756 (con Gregorio Vivaldelli)
- Nuova evangelizzazione, forza e bellezza della Parola, Messaggero, 2012
- La Bibbia di Nazaret, Àncora, 2013 (con Gregorio Vivaldelli)

## Libro intervista
- La Parola che appassiona, Bruno Maggioni a colloquio con Saverio Xeres, Àncora, 2007.
- Solo il necessario, Bruno Maggioni con Grazia Lissi, Àncora, 2012.